# Good Feeling (singel)
Good Feeling – singel amerykańskiego rapera Flo Ridy pochodzący z czwartego albumu studyjnego muzyka – Wild Ones. Został wydany 29 sierpnia 2011 roku w Stanach Zjednoczonych. Utwór został wyprodukowany przez szwedzkiego DJ-a Tima Berglinga, Dr. Luka, Cirkut i zawiera sample singla Etty James „Something’s Got a Hold On Me” z 1962 roku oraz melodię singla Aviciiego „Levels” z 2011 roku. Singel dotarł do #3 miejsca w Billboard Hot 100, stając się tym samym szóstym singlem Flo Ridy w pierwszej dziesiątce i czwartym w pierwszej piątce. Piosenka odniosła spory sukces, docierając w wielu krajach do pierwszej dziesiątki krajowego notowania.

## Tło i kompozycja
Utwór jest zapowiedzią nowego albumu Flo Ridy zatytułowanego Only One Rida (Part 2), który pojawi się w sprzedaży w 2012 roku. Piosenka została wyprodukowana przez Dr. Luke’a i Aviciiego, którego sample z singla „Levels” akustycznie są oparte w utworze Flo Ridy. Utwór zawiera też sample z singla Etty James „Something’s Got a Hold on Me”. Flo Rida jest pewny siebie i ślubuje w piosence korzystać z życia śpiewając: „Mam siłę, czuję się tak wspaniale / Rezygnacja to nie jest opcją i muszę dostać to”.

## Recenzje

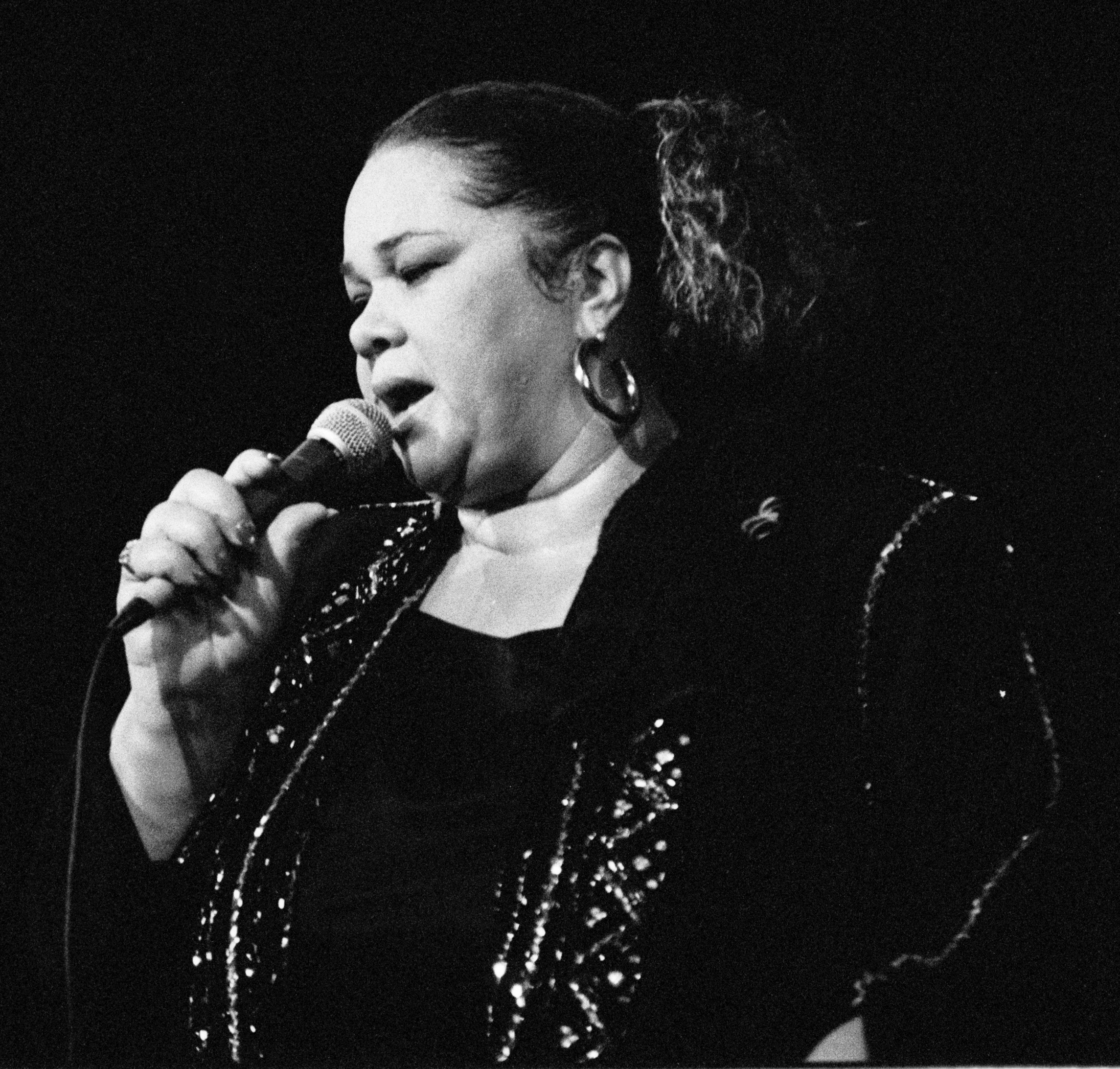
Utwór legendy muzyki soul Etty James został wykorzystany do utworu Flo Ridy.

### Sukces komercyjny
Singel najszybciej został numerem jeden w Austrii, gdzie zadebiutował na tej pozycji 25 listopada 2011 roku. W Stanach Zjednoczonych dotarł do miejsca trzeciego, a poza tym pojawił się w wielu notowaniach organizowanych przez magazyn Billboard. Singel oprócz Austrii stał się numerem jeden w Szkocji, Niemczech i Wielkiej Brytanii, a w Irlandii był czwartym singlem w karierze Flo Ridy, który dotarł do miejsca pierwszego. Utwór dobrze radził sobie w Europie i Australii, gdzie pojawił się w pierwszej dziesiątce. Dotarł także do pierwszego miejsca w zestawieniu „Top 5 Workout Tracks” opublikowanym przez US Weekly’s. W styczniu Recording Industry Association of America poinformowało, że singel sprzedał się w 2 milionach, zdobywając tym samym status platynowej płyty. Dzięki temu był szóstym platynowym singlem w karierze Flo Ridy w Stanach Zjednoczonych.

### Opinia krytyków
Utwór zdobył mieszane oceny od krytyków muzycznych. Trent Fitzgerald, recenzent Pop Crush dał piosence cztery na pięć możliwych gwiazdek. Napisał, że „Utwór jest przeznaczony na taneczny parkiet, i dzięki częstemu graniu utworu w serialu „Ekipa z New Jersey”, Flo Rida będzie królować na listach przebojów”. Recenzentka Katherine St Asaph z Pop Dust w swojej recenzji napisała, że nowy singel Flo Ridy jest jednym z lepszych w jego karierze. Robert Copsey z Digital Spy ocenił nowy utwór negatywnie, dając mu dwie gwiazdki na pięć możliwych. Napisał, że pobranie sampli z singla Aviciiego i Etty James stworzyło dobrą muzykę, ale rapowanie Flo Ridy brzmi niemal tak autentyczne jak spaghetti z konserw Asda.

## Teledysk
Piosenka po raz pierwszy została udostępniona 29 sierpnia 2011 roku na oficjalnym profilu Flo Ridy w serwisie Youtube.com, natomiast oficjalny teledysk pojawił się 21 października.
Reżyserią teledysku zajął się Erik White. Wideo przedstawia tournée Flo Ridy po Europie. W teledysku gościnnie pojawił się Snoop Dogg, który przed jednym z występów Flo Ridy uścisnął mu dłoń.

## Lista utworów
- CD single[18]

1. „Good Feeling” – 4:07
2. „Good Feeling” (Jaywalker Remix) – 4:51

- Digital download[3]

1. „Good Feeling” – 4:06

- Digital download – remixes[19]

1. „Good Feeling” – 4:06
2. „Good Feeling” (Bingo Players Remix) – 5:33
3. „Good Feeling” (Hook N Sling Remix) – 6:15
4. „Good Feeling” (Carl Tricks Remix) – 5:40
5. „Good Feeling” (Sick Individuals Remix) –6:18
6. „Good Feeling” (Jaywalker Remix) – 4:51
7. „Good Feeling” (J.O.B. Remix) – 5:50
8. „Good Feeling” (Seductive Remix) – 4:45

## Występy na żywo
8 listopada raper zaśpiewał ten singel i „Club Can’t Handle Me” w programie „Dancing with the Stars”. W świątecznym wydaniu programu „The Sing-Off” raper zaśpiewał wersję acapella singla wraz z uczestnikami programu. 1 lutego 2011 Flo Rida zaśpiewał singel na żywo w programie „The Ellen DeGeneres Show”.

## Wykorzystanie utworu

### Media
Singel wykorzystany został w świątecznej reklamie firmy Express.
Utwór pojawił się w zapowiedzi nowego filmu amerykańskiej produkcji Screen Gems pt. „Think Like A Man”. Promował też wakacyjną reklamę brytyjskiego biura podróży First Choice.

### Sport
„Good Feeling” był grany po wygranym meczu drużyny hokejowej New York Rangers w Madison Square Garden.

## Pozycje na listach

### Listy przebojów
| Lista (2011-12)                       | Najwyższa pozycja |
| ------------------------------------- | ----------------- |
| Australia (ARIA Charts)               | 4                 |
| Austria (Ö3 Austria Top 40)           | 1                 |
| Belgia (Ultratop 50 Flandria)         | 10                |
| Belgia (Ultratop 40 Wallonia)         | 4                 |
| Czechy (IFPI)                         | 17                |
| Dania (Tracklisten)                   | 14                |
| Finlandia (Suomen virallinen lista)   | 7                 |
| Francja (SNEP)                        | 3                 |
| Hiszpania (PROMUSICAE)                | 11                |
| Holandia (Mega Single Top 100)        | 69                |
| Irlandia (IRMA)                       | 1                 |
| Kanada (Canadian Hot 100)             | 3                 |
| Niemcy (Media Control Charts)         | 1                 |
| Norwegia (VG-Lista)                   | 7                 |
| Nowa Zelandia (RIANZ)                 | 5                 |
| Polska (Airplay Chart)                | 4                 |
| Polska (Dance Top 50)                 | 29                |
| Słowacja (IFPI)                       | 18                |
| Szkocja (The Official Charts Company) | 1                 |
| Szwajcaria (Schweizer Hitparade)      | 3                 |
| Wielka Brytania (UK Singles Chart)    | 1                 |
| Wielka Brytania (UK R&B Chart)        | 1                 |
| US Billboard Hot 100                  | 3                 |
| US Hot Dance Club Songs               | 32                |
| US Hot R&B/Hip-Hop Songs              | 82                |
| US Latin Songs                        | 33                |
| US Pop Songs                          | 4                 |
| US Rap Songs                          | 4                 |

| Lista (2009)             | Pozycja |
| ------------------------ | ------- |
| Australian Singles Chart | 20      |
| Austrian Singles Chart   | 56      |
| German Singles Chart     | 43      |
| Swiss Singles Chart      | 74      |

| Państwo           | Status          |
| ----------------- | --------------- |
| Australia         | platynowa płyta |
| Stany Zjednoczone | platynowa płyta |

## Historia wydania
| Kraj              | Data wydania      | Format           | Wytwórnia                                             |
| ----------------- | ----------------- | ---------------- | ----------------------------------------------------- |
| Stany Zjednoczone | 29 sierpnia 2011  | Digital download | Atlantic Records, Poe Boy Entertainment               |
| Australia         | 29 sierpnia 2011  | Digital download | Atlantic Records, Poe Boy Entertainment               |
| Belgia            | 29 sierpnia 2011  | Digital download | Atlantic Records, Poe Boy Entertainment               |
| Dania             | 29 sierpnia 2011  | Digital download | Atlantic Records, Poe Boy Entertainment               |
| Finlandia         | 29 sierpnia 2011  | Digital download | Atlantic Records, Poe Boy Entertainment               |
| Francja           | 29 sierpnia 2011  | Digital download | Atlantic Records, Poe Boy Entertainment               |
| Grecja            | 29 sierpnia 2011  | Digital download | Atlantic Records, Poe Boy Entertainment               |
| Hiszpania         | 29 sierpnia 2011  | Digital download | Atlantic Records, Poe Boy Entertainment               |
| Holandia          | 29 sierpnia 2011  | Digital download | Atlantic Records, Poe Boy Entertainment               |
| Japonia           | 29 sierpnia 2011  | Digital download | Atlantic Records, Poe Boy Entertainment               |
| Luxembourg        | 29 sierpnia 2011  | Digital download | Atlantic Records, Poe Boy Entertainment               |
| Norwegia          | 29 sierpnia 2011  | Digital download | Atlantic Records, Poe Boy Entertainment               |
| Portugalia        | 29 sierpnia 2011  | Digital download | Atlantic Records, Poe Boy Entertainment               |
| Włochy            | 29 sierpnia 2011  | Digital download | Atlantic Records, Poe Boy Entertainment               |
| Niemcy            | 11 listopada 2011 | Singel CD        | Atlantic Records, Poe Boy Entertainment, Warner Music |
| Wielka Brytania   | 13 listopada 2011 | Digital download | Atlantic Records, Poe Boy Entertainment               |